# Юліан (граф)
Юліан  (д/н — після 711) — державний та військовий діяч часів арабського підкорення Північної Африки. Послідовно служив Візантії, вестготам і арабському халіфу. Тривалий час вважався легендарною особистістю, але завдяки дослідженню арабських середньовічних джерел доведено його існування.

## Життєпис
Про походження нічого невідомо. Вже у 682 році був комітом Тінгіса, уклавши тоді мирний договір з Укбою ібн Нафі. З кінця 680-х або початку 690-х років обіймав посаду коміта Септема. Після поразок від арабів у Нумідії та біля Карфагена, ймовірно, дістав посаду дукса Мавританії. Діяв спільно з берберськими племенами. У 698 році слідом за захопленням арабами Карфагена та невдалою спробою його відвоювати адміністративний центр Африканського екзархату було перенесено до Септема. Можливо, Юліан отримав посаду екзарха або виконував його функції без офіційного призначення на цю посаду. Є припущення, що ще раніше визнав зверхність короля Егіки. В арабських джерелах значиться як малік (цар) Гхомара.
У 698 та 705—707 роках спробував відвоювати південну частину Піренейського півострова (Бетику), проте зазнав поразки. Можливо тоді уклав союз з Вітіцею, відправивши дочку Ла Каву (відома в легендах як Флоринда) до королівського двору в Толедо. Згодом насилля над нею короля Родеріха стало приводом до переходу Юліана на бік арабів. Втім, на думку сучасних дослідників, це є середньовічною іспанською легендою. Ймовірніше, Юліан залишався на посаді коміта або дукса, керуючи рештками Африканського екзархату. Можливо, мав дипломатичні відносини з вестготськими королями. Причиною переходу на бік арабів могло стати усвідомлення неможливості спротиву мусульманським військам, які до 707 року приборкали берберів, союзників візантійців. Втім особисті мотиви також можливі.
У 708 році Юліан переходить на бік арабів. Вважається, що саме він спонукав Мусу ібн-Нусайра атакувати вестготські землі. Висувається гіпотеза, що Юліан мав розрахунок лише послабити вестготів, вважаючи, що араби легко не здолають тих, обидва послабнуть і тоді він зможе відновити в Мавританії та Бетиці владу Візантії. Проте достеменно плани Юліана невідомі. Відомості про нього зникають після битві при Гваделете 711 року.